# Tổng thống Cộng hòa Srpska
Bản mẫu:Chính trị Republika SrpskaBản mẫu:Chính trị Bosnia và Herzegovina
Tổng thống Cộng hòa Srpska (tiếng Serbia-Croatia: Предсједник Републике Српске/Predsjednik Republike Srpske) là chức vụ hành pháp cao nhất trong Republika Srpska, một thực thể trong Bosnia và Herzegovina. Đây là một trong các quan chức cơ quan hành pháp, cùng với Chính phủ Republika Srpska. Tổng thống Republika Srpska được bầu trực tiếp với nhiệm kỳ bốn năm, cùng với hai phó tổng thống của các dân tộc thành phần khác nhau (người Serbia, Croatia và Bosniaks). Không ai trong số họ có thể từ một quốc gia thành phần tương tự cùng một lúc. nơi cư trú của tổng thống tại Banja Luka.
Tổng thống đầu tiên là Radovan Karadzic của Đảng Dân chủ Serbia, được bầu vào bài vào năm 1992, người đứng đầu Republika Srpska trong cuộc chiến tranh Bosnia và người sau đó đã bị kết án 40 năm tù vì tội diệt chủng ở Srebrenica, tội ác chiến tranh và tội ác chống nhân loại. Tổng thống Milorad Dodik của Liên minh độc lập đảng Dân chủ Xã hội nhậm chức vào năm 2010.